# Granica kongijsko-ugandyjska
Granica kongijsko-ugandyjska – granica międzypaństwowa o długości 765 kilometrów, dzieląca terytoria Demokratycznej Republiki Kongo i Ugandy.
Początek granicy na północy to trójstyk granic Sudanu, Demokratycznej Republiki Konga i Ugandy. Następnie biegnie ona w kierunku południowo-wschodnim i dociera do Jeziora Alberta; przecina je i biegnie w kierunku południowo-zachodnim. Następnie opiera się o rzekę Semliki, biegnie przez góry Ruwenzori (Góra Stanleya 5110 m n.p.m.), dochodzi do Jeziora Edwarda i do styku granic Demokratycznej Republiki Konga, Ugandy i Rwandy w górach Wirunga.